# FS ALe 540
Les FS ALe.540 et les remorques associées Le.540, 600 et 760 sont un modèle d'automotrices légères électriques (ALe) des chemins de fer italiens FS construites entre 1957 et 1960. Les sept premières motrices et remorques sont commandées à la place des dernières ALe 660 dont elles se distinguent leur aménagement entièrement 1re classe. Prévues pour assurer des trains de luxe, épauler les ETR 200 ou simplement opérer de concert avec les autres séries de remorques ou le matériel plus ancien, offrant principalement des aménagements de 2e classe, ces rames connaîtront un total de trois générations, la dernière innovant avec des cabines plus verticales aux contours arrondis permettant la mise au point des nouvelles rames à grande vitesse ALe 601 dotées de cabines similaires.
L'arrangement des fenêtres et portes ainsi que le mécanisme pneumatique de ces dernières proviennent des ALe 883 mises au point avant la guerre et leurs cabines aérodynamiques à chaque extrémité, avec un système intégrant une intercirculation repliable, ont d'abord été employées sur les ALe 840 puis ALe 660.
Comme de coutume, tous les matériels roulants des FS sont conçus par le bureau d'études des FS (Ufficio Studi Locomotive - Servizio FS Materiale e Trazione) qui les a fait construire par des sociétés italiennes, après un appel d'offres. 

## Histoire
La commande des automotrices ALe 660 portait initialement sur 22 motrices (ALe 660) et 22 remorques (Le 800). La suppression de la troisième classe décrétée par l'Union internationale des chemins de fer et le besoin de compléter le matériel existant lequel proposait peu de place assises aux classes supérieures ont convaincu les FS d'altérer la commande pour n'inclure que 15 ALe 660 (mixtes 1re et 2e classe) et 15 Le 800 (2e classe). Les rames de première classe (ALe 540) mettent à disposition 54 places de 1re classe et les remorques en comptent 60. La carrosserie ne diffère pas des ALe660 et un espace pour les bagages divise la salle principale en deux ; il s'agit d'un vestige de la séparation entre les deux classes sur les ALe 660.
En 1958-1959, les FS commanderont davantage d'automotrices et de remorques : quinze ALe 540 dont ainsi que cinq remorques Le 540 (également de première classe) et quinze Le 760 (de deuxième classe). Les places assises de la motrice sont désormais toutes regroupées dans une seule salle, l'emplacement des bagages remplace le petit salon de 6 sièges attenant à une cabine de conduite.
En 1959-1960, une dernière tranche d'ALe 540 et Le 760 se distinguera par ses postes de conduite fortement différents, qui préfigurent les ALe 601.

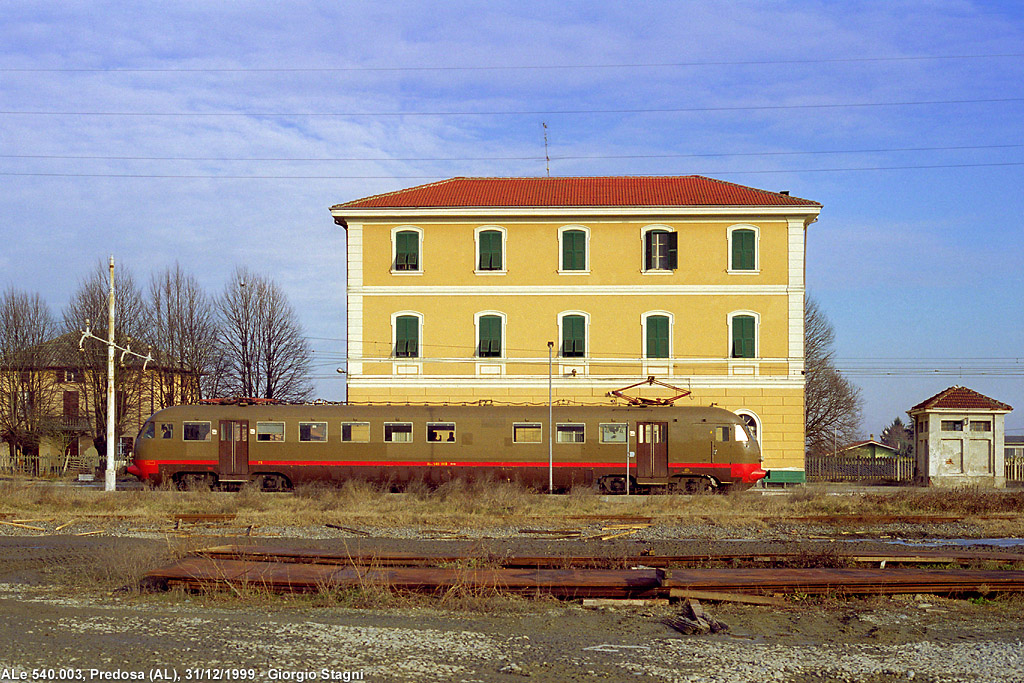
Automotrice ALe 540.003, de la première série, en gare de Predosa.
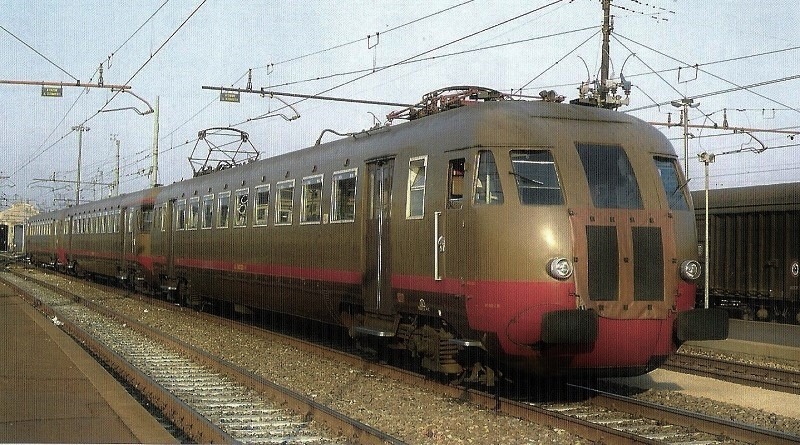
Automotrice ALe 540.020, de la seconde série.
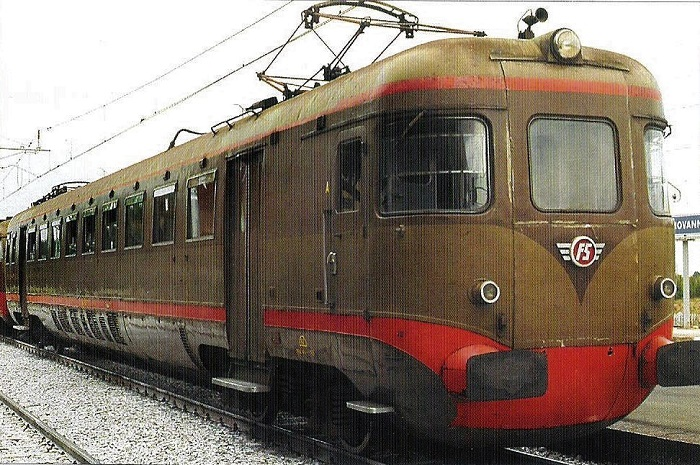
Une ALe 540 de la troisième génération.
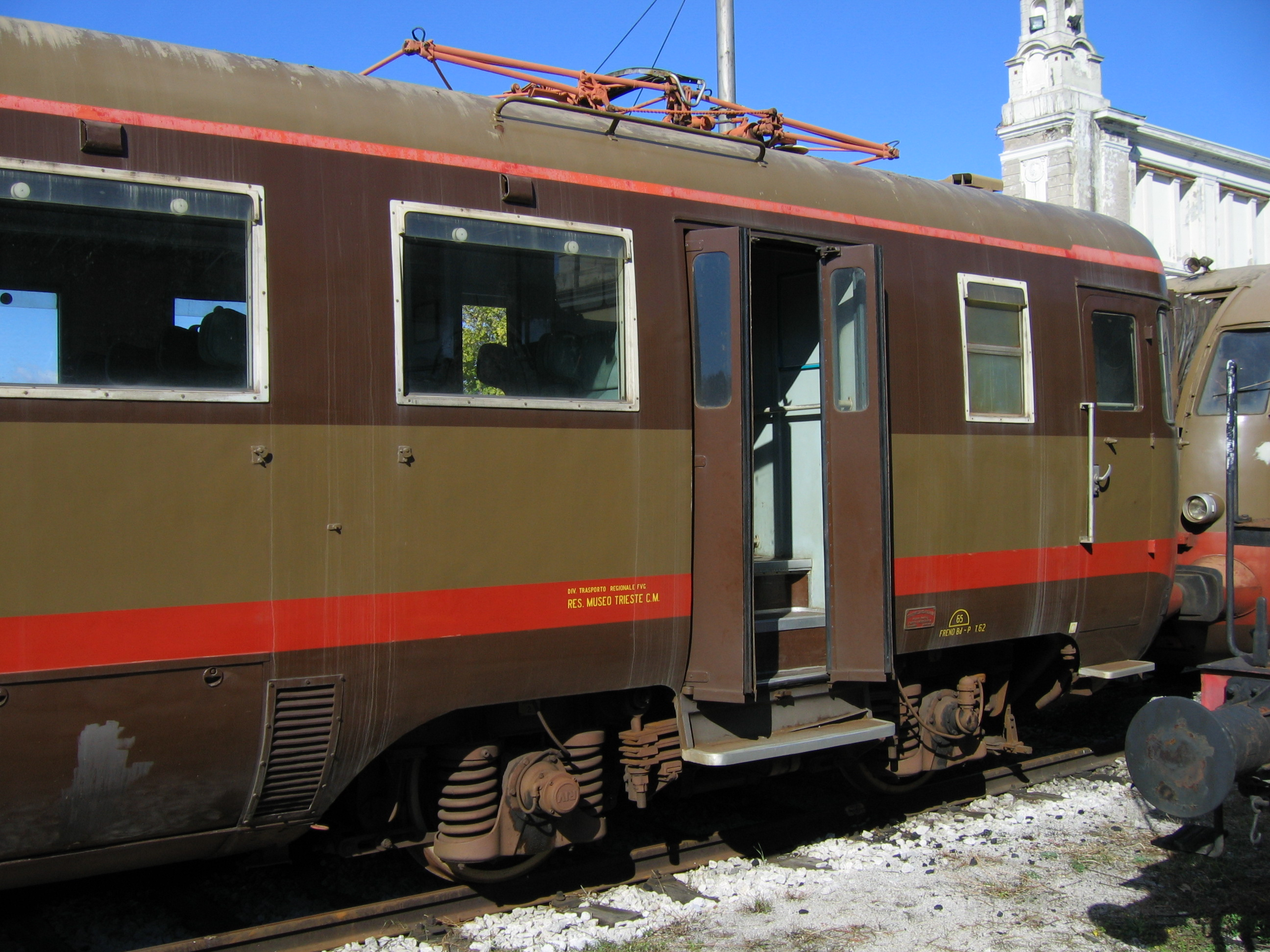
L'ALe 540.031 au musée de Trieste.